# Танкмар
Танкмар (на немски: Thankmar, Temma, Tanno; * 900/906, † 28 юли 938, замък Ересбург) от фамилията Лиудолфинги, е единственият син на германския крал Хайнрих I Птицелов и първата му съпруга и Хатебурга, дъщеря на граф Ервин от Мерзебург.

## Биография
След тригодишен брак баща му изпраща майка му в манастир и задържа нейното наследство. Танкмар е лишен от баща му от наследството на майка му и въстава против новия крал, малкия му полубрат Ото I, когато той дава на граф Геро маркграфството на Зале и средна Елба, които Танкмар очаква да получи. Той се съюзява с граф Вихман I от род Билунги, зет на мащехата му Матилда Вестфалска, и с херцог Еберхард от Франкония от Конрадините, брат на умрелия крал Конрад I. Танкмар се предава на 28 юли 938 г. в Ересбург на маркграф Херман Билунг, но е наднат в капелата на замъка и оставя пред олтара гердана и оръжието си. Тогава той е прободен с копие в гърба през прозореца от един васал Магинцо, който му открадва гердана и оръжията. Когато Ото чува това е много тъжен. Той нарежда убийството на неговия сподвижник.